# Absentem laedit, qui cum ebrio litigat
Absentem laedit, qui cum ebrio litigat è una locuzione latina enunciata da Publilio Siro, la cui traduzione è "Fa del male ad uno che non c'è, chi litiga con un ubriaco".
Ciò sta a significare che combattere con una persona ubriaca è iniquo, in quanto ci si accanisce contro una persona che non ha cognizione di sé.